# Museo de Historia de la Ciudad (Callosa de Segura)
Museo de Historia de la Ciudad en Callosa de Segura (Provincia de Alicante, España) está ubicado en el antiguo matadero municipal construido en 1929 y está compuesto por los dos siguientes museos: Arqueológico municipal "Antonio Ballester y Ruiz" y Etnológico del Cáñamo y de la Huerta.

## Museo Arqueológico "Antonio Ballester y Ruiz"
Este museo recibe el nombre del callosino Antonio Ballester y Ruiz. Medalla de Oro al Mérito en el Trabajo, Académico de la R.A. de Bellas Artes, Miembro del Consejo Superior de Investigaciones Científicas, Caballero de la Orden Ducal de San Antón, Hijo Predilecto y Cronista Oficial de Callosa de Segura. Fue fundador del museo, donando numerosos objetos de su colección privada. 
Entre sus fondos se encuentran restos de orígenes prehistóricos:
- Calcolítico (3000 a. C.-2000 a. C.): ajuares funerarios, puntas de sílex.
- El Argar (1800 a. C.-1200 a. C.) dentro de la Edad de Bronce: Tumbas de Cista y en urna, alabardas de cobre o bronce, moldes defundición, molinos barquiformes, etc.
- Cultura Ibérica ( Siglos V al I a. C.): monedas, cerámicas, etc.
- Época Romana (Siglos III al I de la época actual): cerámicas de la denominada Terra Sigilata, vidrio, monedas, ánforas, etc.
- Época Musulmana ( Siglos VIII al XIII): cerámicas, monedas, etc.

## Museo Etnológico del Cáñamo y Huerta
En este museo se presenta el ciclo completo de la elaboración de la fibra del cáñamo, desde que es semilla hasta convertirla en producto elaborado para hilos, cuerdas, zapatillas, etc.
También se exponen utensilios domésticos y cerámicas populares propios de la huerta tradicional callosina, así como objetos relacionados con los trabajos diarios de la huerta, aperos de labranza y cultivo, etc.
- Datos: Q6034054